# Kirramyces nubilosum
Kirramyces nubilosum är en svampart som först beskrevs av Ganap. & Corbin, och fick sitt nu gällande namn av Andjic 2007. Kirramyces nubilosum ingår i släktet Kirramyces och familjen Mycosphaerellaceae.   Inga underarter finns listade i Catalogue of Life.